# Metepilysta negrosensis
Metepilysta negrosensis är en skalbaggsart som beskrevs av Stefan von Breuning 1970. Metepilysta negrosensis ingår i släktet Metepilysta och familjen långhorningar.
Artens utbredningsområde är Filippinerna. Inga underarter finns listade i Catalogue of Life.